# Storia della Dalmazia

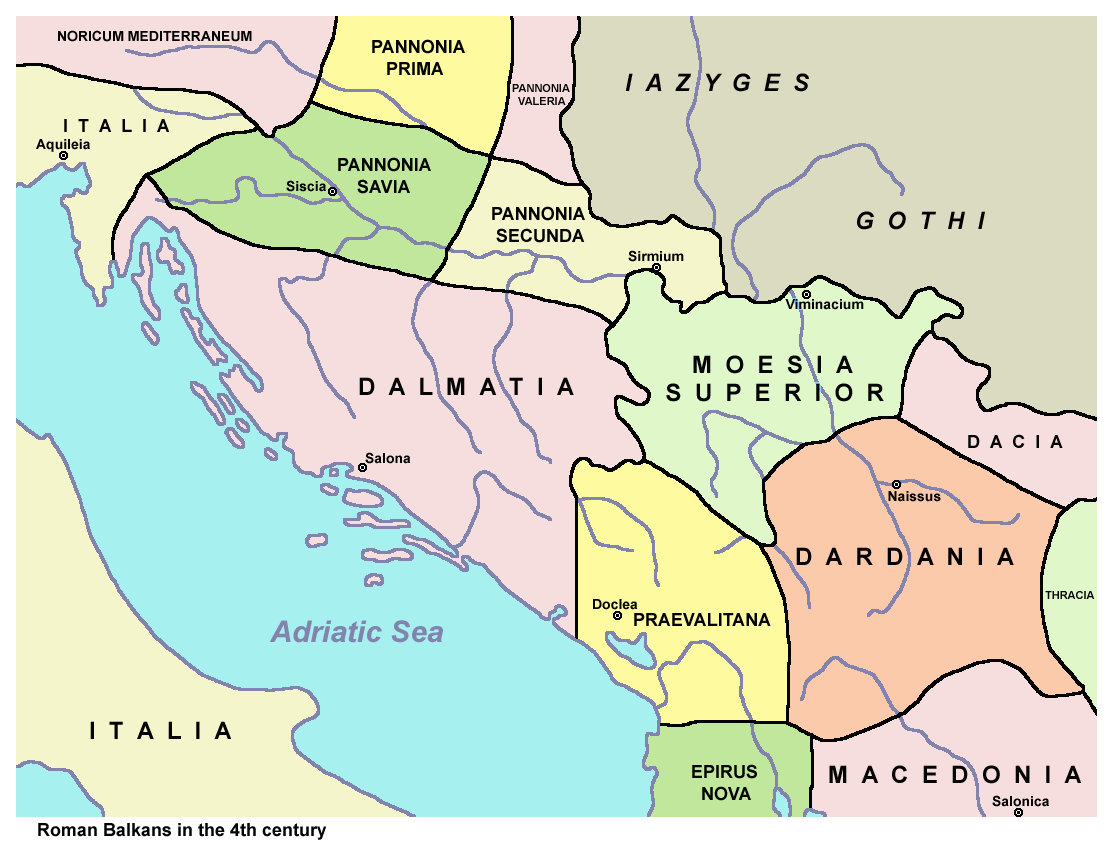
La provincia romana della Dalmatia con i territori circostanti nel IV secolo

La storia della Dalmazia riguarda il territorio dei Balcani occidentali che si affaccia sull'Adriatico. Ai tempi dei Romani per Dalmazia si intendeva una regione più ampia dell'attuale, che oggi è praticamente solo costiera.

## Storia

### Le origini

Le popolazioni illiriche prima della conquista romana

La storia della Dalmazia iniziò quando le tribù, dalle quali la regione prende il nome, si dichiararono indipendenti da Genzio, il re dell'antica Illiria, per fondare una repubblica. La sua capitale era Delminium, la collocazione della quale è sconosciuta (probabilmente nel territorio meridionale dell'attuale Bosnia ed Erzegovina); il suo territorio si estendeva verso nord dal fiume Narenta al fiume Cetina e in seguito sino il Cherca, dove raggiungeva i confini della Liburnia.

### L'Illiria e l'Impero romano
L'Impero romano iniziò l'occupazione dell'Illiria nell'anno 168 a.C. formando la provincia dell'Illyricum. Nel 156 a.C. i Dalmati vennero attaccati per la prima volta da un esercito romano e costretti a pagare tributo.
Nel 10, durante il regno di Augusto, l'Illiricum venne diviso in Pannonia a nord e Dalmazia a sud, dopo che l'ultima di molte furiose rivolte era stata schiacciata da Tiberio nel 9. Questo evento fu seguito dalla totale sottomissione e dalla pronta accettazione della civiltà latina che si diffuse in tutta l'Illiria.
La provincia di Dalmazia si espanse verso l'interno per coprire tutte le Alpi Dinariche e gran parte della costa adriatica orientale: la sua capitale fu la città di Salona. L'imperatore Diocleziano rese famosa la Dalmazia costruendovi per sé un palazzo a pochi chilometri a sud di Salona, ad Aspalathos (Spalato). Altre città dalmate dell'epoca erano:
- Tarsatica (Tersatto - Trsat, ora parte di Fiume)
- Senia (Segna - Senj)
- Vegium (Carlopago - Karlobag)
- Aenona (Nona - Nin)
- Iadera (Zara - Zadar)
- Scardona (Scardona - Skradin, appena a nord di Sebenico)
- Tragurium (Traù - Trogir)
- Aequum (Čitluk vicino a Signo - Sinj)
- Oneum (Almissa - Omiš, a sud di Spalato)
- Issa (Lissa - Vis)
- Pharus (Cittavecchia di Lesina - Stari Grad)
- Bona (Blagaj)
- Corcyra (Curzola - Korčula)Le rovine romane di Salona, presso Spalato

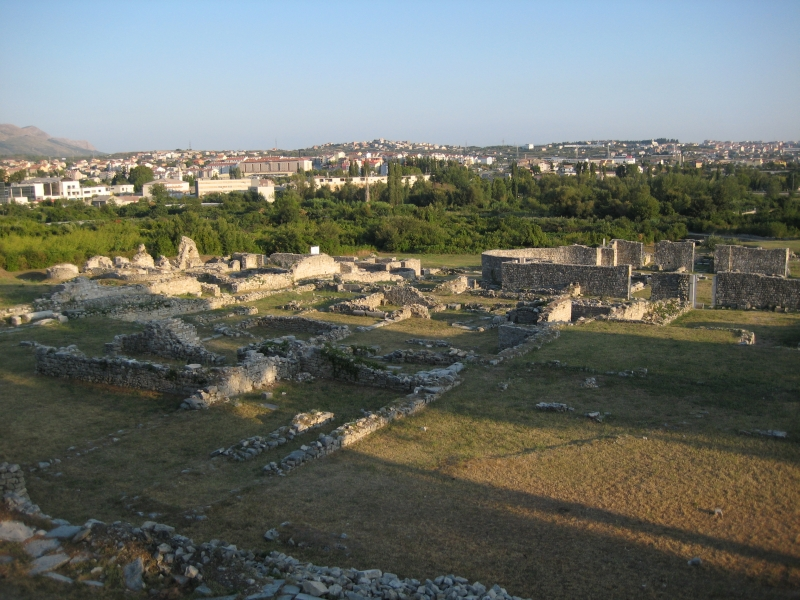
Le rovine romane di Salona, presso Spalato

- Narona (la piccola città di Vid vicina all'attuale Metković
- Epidaurus (Ragusavecchia - Cavtat appena a sud di Ragusa - Dubrovnik)
- Rhizinium (Risano - Risan)
- Acruvium (Cattaro - Kotor)
- Dulcinium (Dulcigno - Ulcinj)
- Scodra (Scutari - Shkodër)
- Dyrrachium (Durazzo)

Alla caduta dell'Impero romano d'Occidente nel 476, la Dalmazia rimase temporaneamente ancora per alcuni anni in mano a funzionari romani, con Giulio Nepote prima e quindi con Ovida, fino a che non fu conquistata nel 481-482 dal re degli Eruli Odoacre. In seguito fu tenuta dagli Ostrogoti, fino a che, nel 535, non venne annessa all'Impero romano d'Oriente di Giustiniano, divenendone una provincia (e poi, dopo Eraclio (610-641), un thema).

### Città romanze e stati slavi

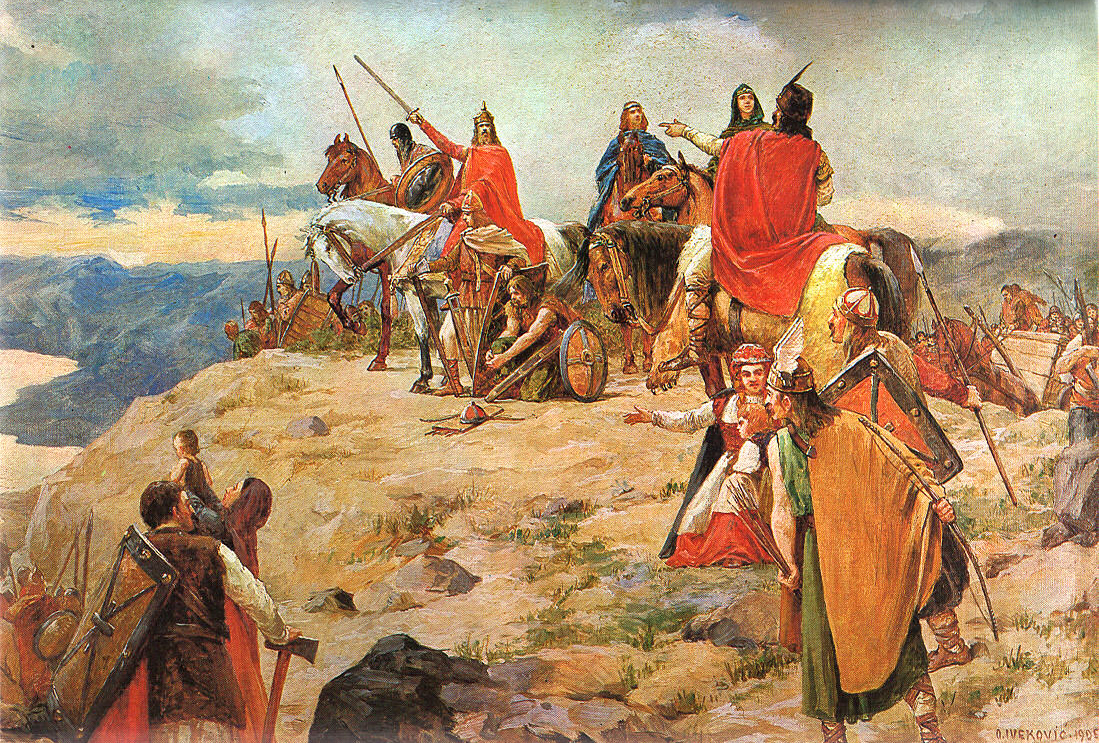
Oton Iveković, L'arrivo dei Croati all'Adriatico

A seguito della invasione degli Avari, a partire dalla prima metà del VII secolo, l'entroterra divenne popolato da tribù slave di diversa provenienza; fra queste non vi erano croati, che arrivarono attorno al secolo VIII. Le città stato marittime, comunque, rimasero indipendenti.
Le popolazioni latine si concentrarono nelle città della costa come Ragusa, Zara, Spalato, mentre nelle campagne, semispopolate dalle invasioni barbare, si insediavano popolazioni slave che via via si cristianizzavano. La regione venne quindi divisa tra due differenti comunità spesso inizialmente ostili.
Nell'806 la Dalmazia venne temporaneamente annessa al Sacro Romano Impero ma le città vennero restituite a Bisanzio con il Trattato di Aquisgrana (812). I Saraceni devastarono le città più meridionali nell'840 e 842 ma questa minaccia fu eliminata da una campagna comune franco-bizantina nell'871.
A partire dagli anni 830 il ducato di Croatia controllava le parti settentrionali e centrali della Dalmazia. L'instaurazione di relazioni cordiali tra le città romanze e il ducato croato iniziò con il regno del duca Mislav (835), che firmò un trattato di pace con Pietro Tradonico, doge di Venezia, nell'840 e iniziò a donare terreni alle chiese delle città.
I ducati meridionali di Pagania, Zaclumia, Travunia e Doclea vennero autogovernati dalle popolazioni locali che erano un misto di pagani (Slavi) e cristiani (Illiri romanizzati). Alcuni storici si sono riferiti alle parti di Dalmazia sotto la Croazia come Croazia Bianca e ai ducati meridionali come Croazia Rossa; si noti anche che questi territori si estendevano molto più all'interno di quanto non faccia l'attuale Dalmazia.
I Narentani di Pagania (che prendevano il nome dal fiume Narenta, in lingua croata: Neretva), dediti alla pirateria in Adriatico, sconfissero le flotte veneziane inviate contro di loro nell'840 e nell'887 e per più di un secolo pretesero tributi da Venezia stessa. Il doge Pietro Orseolo II li sconfisse una prima volta nel 996, poi - invocato dalle popolazioni neolatine della costa che chiedevano aiuto contro le incursioni dei pirati croati - partì da Venezia al comando di un'imponente flotta il giorno dell'Ascensione dell'anno 1000 (la data è incerta: secondo alcuni è da anticipare al 998 o 999), sconfisse i pirati e ricevette le solenni sottomissioni di tutte le principali città dalmate. Da quel momento, il doge di Venezia assunse il titolo di duca di Dalmazia e di Croazia.

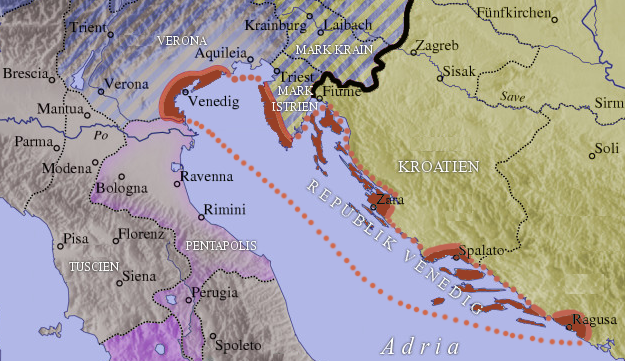
Mappa della Repubblica di Venezia nell'anno mille (in rosso).

È da questo periodo che può considerarsi iniziato il dominio di Venezia sull'Adriatico e il suo predominante influsso culturale, anche se il definitivo consolidamento del potere sulla Dalmazia giunse qualche secolo dopo ed anche se formalmente tutto il suo dominio rimaneva dipendente dall'Impero Bizantino.
Per quanto riguarda la vita religiosa, sia le popolazioni neoromanze che la Santa Sede preferivano la liturgia in lingua latina, il che portò tensioni con le diocesi che privilegiavano il rito bizantino. L'influenza latina fu incrementata e le pratiche bizantine vennero soppresse nei sinodi generali del 1059-1060, 1066, 1075-1076 e in altri sinodi locali, in particolare degradando il vescovato di Nona, installando l'arcivescovato di Spalato e Dioclea (poi Antivari) e vietando esplicitamente l'uso di qualsiasi liturgia diversa da quella latina oppure da quella greca di rito romano.
La Dalmazia non realizzò mai un'unità politica, né mai formò una nazione, ma conobbe lo stesso un notevole sviluppo nelle arti, scienza e letteratura.
La posizione geografica delle città-stato dalmate era sufficiente a spiegare la poca influenza esercitata dalla cultura bizantina attraverso tutti i sei secoli (535-1102) durante i quali la Dalmazia fu parte dell'Impero romano d'Oriente. Verso la fine di questo periodo il dominio bizantino tese a essere sempre più nominale.

### Rivalità tra Venezia e Ungheria in Dalmazia, 1102-1420

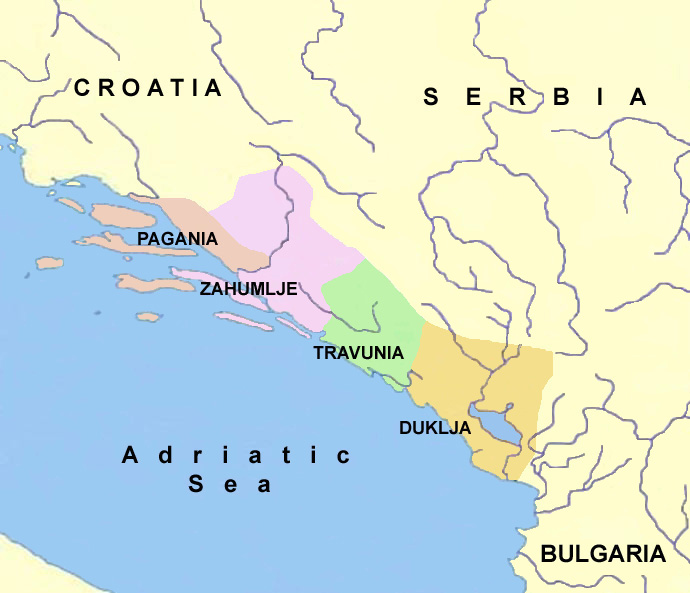
Principati dalmati nel IX secolo

Quando le città-stato persero gradualmente tutta la protezione di Bisanzio, essendo incapaci di unirsi in una lega difensiva a causa dei loro dissensi interni, dovettero rivolgersi verso Venezia o verso l'Ungheria per trovare appoggio. Ognuna delle due fazioni politiche aveva supporto all'interno delle città-stato dalmate, supporto che era basato principalmente su ragioni economiche.
I veneziani, ai quali i dalmati erano già legati per linguaggio e cultura, potevano permettersi di concedere dei termini liberali, in quanto il loro scopo principale era d'impedire lo sviluppo di qualsiasi pericoloso competitore politico o commerciale nell'Adriatico orientale.
La comunità marinara di lingua dalmata in Dalmazia guardò a Venezia come alla padrona dell'Adriatico. In cambio della protezione, le città spesso fornirono un contingente all'esercito o alla marina del loro protettore e talvolta pagavano tributo in moneta o in natura. Arbe (Rab), ad esempio, pagava annualmente cinque chili di seta o due di oro a Venezia.
L'Ungheria dall'altra parte sconfisse l'ultimo re croato nel 1097 e avanzò pretese su tutte le terre dei nobili croati sin dal "Trattato del 1102". Re Colomano d'Ungheria procedette alla conquista della Dalmazia nel 1102-1105.
I contadini ed i mercanti che commerciavano verso l'interno favorirono l'Ungheria in quanto loro vicino più potente che affermò i loro privilegi municipali. Soggetti all'assenso regale, essi potevano eleggere i loro magistrati principali, vescovi e giudici. La loro legge romana rimase valida. Gli fu addirittura permesso di concludere alleanze separate. Nessuno straniero, nemmeno un ungherese, poteva risiedere in una città dove non era il benvenuto; e l'uomo a cui non piaceva il dominio ungherese poteva emigrare con tutti i suoi beni e proprietà. Al posto dei tributi, le entrate delle dogane erano in alcuni casi divise equamente tra il re, i magistrati, i vescovi e la municipalità.
1828), Macaria (prima del 532), Traù (dopo il 970).

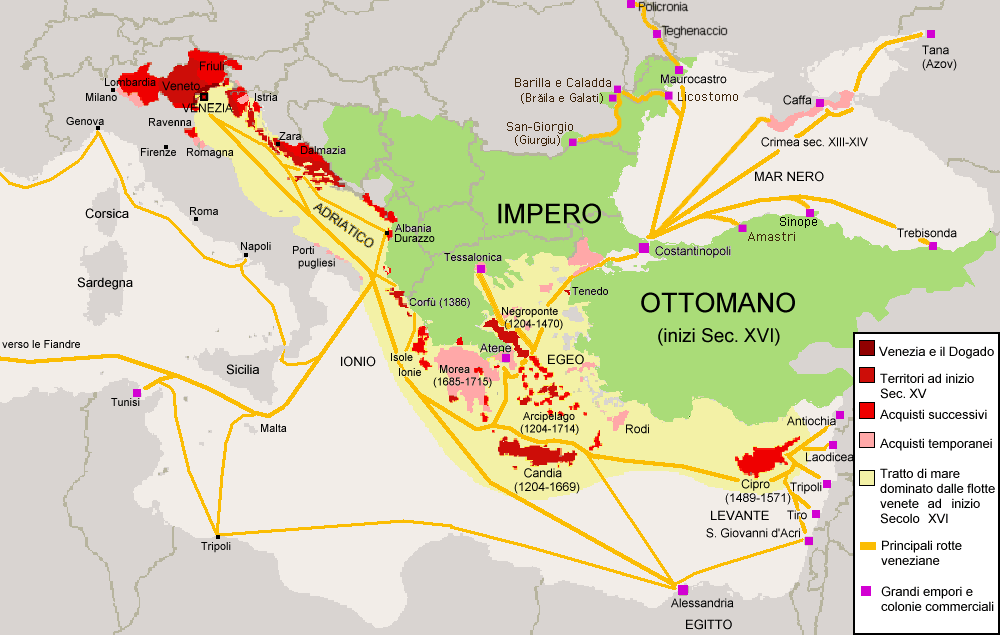
Mappa della rete commerciale e dei possedimenti della Repubblica di Venezia tra il XV e il XVI secolo, nel periodo di massima espansione

Questi diritti e i privilegi analoghi garantiti da Venezia erano, comunque, troppo spesso infranti. Le guarnigioni ungheresi s'insediarono in città che non le volevano mentre Venezia interferiva con i commerci, la nomina dei vescovi e il possesso dei domini comunali. Di conseguenza i dalmati rimasero leali solo quando era nel loro interesse e si ebbero frequenti insurrezioni. Anche a Zara sono registrate quattro rivolte, tra il 1180 e il 1345, ma quest'ultima venne trattata con speciale considerazione dai veneziani, che consideravano il suo possesso fondamentale per la loro influenza marittima.
Le popolazioni slave e i dalmati di parlata neoromanza, un tempo rivali, iniziarono a contribuire alla civilizzazione comune e Ragusa ne fu l'esempio primario. Nel XIII secolo, i nomi dei membri del consiglio ragusano erano misti, anche se nei documenti scritti venivano sempre latinizzati. Nel XV secolo la letteratura era prevalentemente latina o italiana, ma in minor parte anche slava. La città, dal Seicento, veniva alle volte chiamata in documenti serbocroati con il nome slavo "Dubrovnik" (nome dato originariamente ad un quartiere periferico di Ragusa, popolato da Slavi immigrati alla fine del Quattrocento). Ma il suo nome ufficiale - fino a quando rimase indipendente e divenne austriaca nell'Ottocento - fu sempre e solo Ragusa.
La dubbiosa lealtà dei dalmati fece protrarre la lotta tra Venezia e Ungheria, che venne ulteriormente complicata da discordie interne dovute principalmente al diffondersi della eresia bogomila e a molte influenze esterne.
Le città di Zara, Spalato, Traù e Ragusa e i territori circostanti cambiarono di mano diverse volte tra Venezia, Ungheria e i Bizantini durante il XII secolo.
Nel 1202, le armate della Quarta crociata resero assistenza a Venezia, che si fece pagare l'utilizzo della flotta spingendo i crociati ad assediare e conquistare la città di Zara. Nel 1204 le stesse armate conquistarono Bisanzio ed eliminarono definitivamente l'Impero d'Oriente dalla lista dei contendenti il territorio dalmata.
L'inizio del XIII secolo fu segnato dal declino nelle ostilità esterne. Le città dalmate iniziarono ad accettare la sovranità straniera (principalmente di Venezia) ma alla fine tornarono al precedente desiderio di indipendenza. L'invasione Tartara indebolì gravemente l'Ungheria, al punto che nel 1241, il re Adalberto IV dovette rifugiarsi in Dalmazia (nella fortezza di Clissa/Klis). Le orde Tartare attaccarono le città dalmate negli anni seguenti ma alla fine si ritirarono.
Gli slavi non erano più considerati dai cittadini dalmati come gente ostile, infatti il potere di certi magnati croati, in particolare i Conti Šubić di Bribir, fu talvolta supremo nei distretti settentrionali (nel periodo tra il 1295 e il 1328).
Nel 1346, la Dalmazia venne colpita dalla peste nera. La situazione economica era povera e le città divennero sempre più dipendenti da Venezia.
Una lotta interna all'Ungheria, tra Re Sigismondo e il casato napoletano degli Angiò, ebbe dei riflessi anche sulla Dalmazia: agli inizi del XV secolo, tutte le città dalmate accolsero la flotta napoletana ad eccezione di Ragusa. Il duca bosniaco Hrvoje controllò la Dalmazia per conto degli Angioini, ma successivamente concesse la sua lealtà a Sigismondo.
Per un periodo di vent'anni, questa lotta indebolì l'influenza ungherese. Nel 1409, Ladislao di Napoli vendette i suoi diritti sulla Dalmazia a Venezia per 100.000 ducati. Venezia, entro il 1420, prese gradualmente possesso di gran parte della Dalmazia. Nel 1437, Sigismondo riconobbe il dominio veneziano sulla Dalmazia in cambio di 10.000 ducati. La città di Almissa (Omiš) cedette a Venezia nel 1444 e solo la Repubblica di Ragusa preservò la sua indipendenza.

### Dominio veneziano (1420-1797)

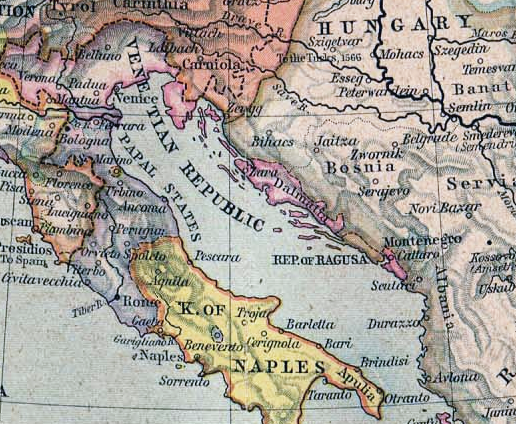
La Repubblica di Venezia nel 1560

Seguì un intervallo di pace, ma nel frattempo l'avanzata turca continuava.
L'Ungheria fu essa stessa assalita dai Turchi, e non poté più permettersi di cercare il controllo della Dalmazia. Costantinopoli cedette all'Impero ottomano nel 1453, la Serbia nel 1459, la Bosnia nel 1463, e l'Erzegovina nel 1483. Di conseguenza i confini turchi e veneziani s'incontrarono e le guerre di frontiera furono incessanti.
Ragusa cercò la sicurezza grazie ad un'abile diplomazia che seppe stringere buoni rapporti con gli invasori, e in un caso particolare vendette due piccole strisce di territorio (Neum a nord e Sutorina a sud) agli Ottomani, allo scopo di evitare, con due zone-cuscinetto, il contatto via terra coi territori veneziani.
Nel 1508 l'ostile Lega di Cambrai costrinse Venezia a ritirare le sue guarnigioni dal servizio interno, e dopo aver rovesciato l'Ungheria nel 1526 i Turchi furono in grado di conquistare gran parte della Dalmazia per il 1537. La pace del 1540 lasciò a Venezia solo le città marittime, l'interno formava una provincia turca, governata dalla fortezza di Clissa (Klis) da un Sanjakbeg, ovvero un amministratore con poteri militari.
Gli slavi cristiani, evacuando i territori occupati dai Turchi, si riversavano sulla costa e sulle isole ed affollavano ora le città. Iniziarono così a superare numericamente la popolazione italiana e a rendere la loro lingua sempre più diffusa. La comunità di pirati e mercenari degli uscocchi fu in origine una banda di questi fuggitivi, come evidenzia il nome stesso; le loro imprese contribuirono al rinnovarsi della guerra tra Venezia e Turchia (1571-1573).
Gli arruolati di Dalmazia (chiamati Schiavoni o Oltremarini) prestarono servizio per la patria veneta. Durante la Battaglia di Lepanto, ad esempio, nuumerosi erano i dalmati imbarcati nella flotta veneziana che assieme a Spagna, Austria, Stato Pontificio e Repubblica di Genova sconfisse la marina turca.
Una nuova guerra scoppiò nel 1645 e si protrasse intermittentemente fino al 1699, quando la pace di Karlowitz diede l'intera Dalmazia a Venezia, inclusa la costa dell'Erzegovina, ad eccezione dei domini di Ragusa e della fascia protettiva di territorio Ottomano che la circondava. Dopo ulteriori combattimenti, questa delimitazione venne confermata nel 1718 dal Trattato di Passarowitz.
La Dalmazia sperimentò un periodo d'intensa crescita economica e culturale nel XVIII secolo, dato il modo in cui le rotte commerciali con l'interno vennero ristabilite in tempo di pace. È da notare che i cristiani migrarono dai territori in mano ottomana verso le città dalmate, talvolta convertendosi anche dall'Ortodossia al Cattolicesimo. Furono molti i dalmati e gli istriani che migrarono in terra veneta d'Italia, e da pieni cittadini della Repubblica Veneta alcuni diventarono anche rinomati personaggi del luogo. La letteratura dalmata (quasi tutta in latino ed italiano, e solo in minima parte in slavo) ebbe una fioritura rigogliosa, legata al Rinascimento italiano.
Nel 1667 un catastrofico sisma devastò Ragusa e ne dimezzò la popolazione (cinquemila vittime); nonostante il fiorire dei traffici la decadenza della città venne accelerata dal triste evento. È in quest'epoca che inizia a corrompersi il carattere latino di Ragusa ed a svilupparsi invece la cultura ragusea, composta di elementi italiani in veste slavizzante.
Questo periodo venne bruscamente interrotto dalla caduta della Repubblica di Venezia nel 1797.

### L'epoca napoleonica, 1797-1815

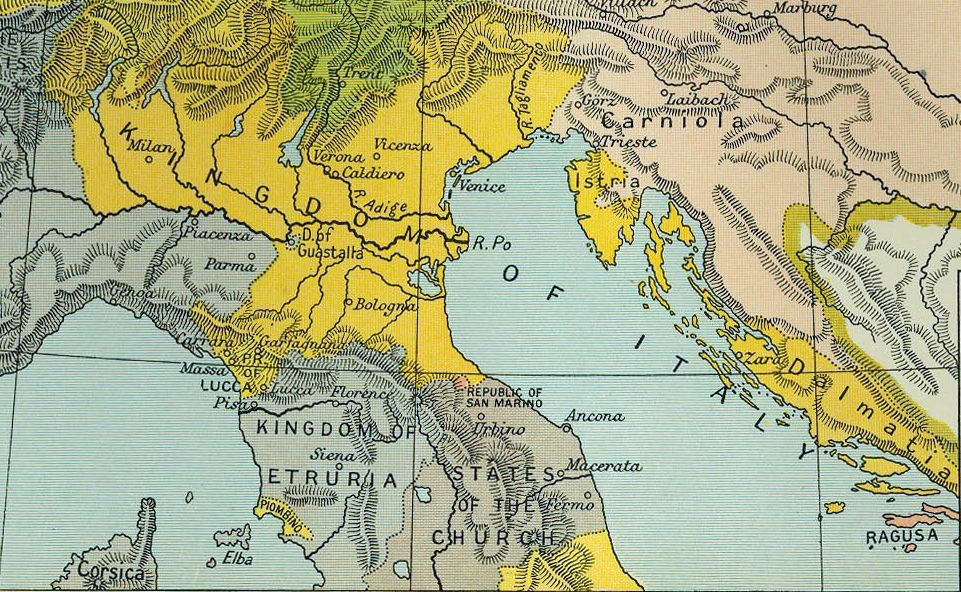
Il Regno d'Italia napoleonico nel 1807, quando includeva anche l'Istria e la Dalmazia anteriormente veneziane

Alla fine del 1797 Napoleone e gli Asburgo d'Austria firmarono il Trattato di Campoformio: cedendo il Belgio alla Francia, gli Asburgo ottenevano la ex-Repubblica di Venezia e quindi la Dalmazia. La repubblica di Ragusa mantenne l'indipendenza e divenne ricca grazie alla sua neutralità durante il periodo delle guerre napoleoniche.
Dopo che (in base al Trattato di Presburgo del 1805) Istria, Dalmazia e le Bocche di Cattaro vennero date alla Francia, Napoleone creò il Regno d'Italia napoleonico e vi inglobò la Dalmazia, decretandone come lingua ufficiale l'italiano.
Il 19 febbraio 1806, il generale francese Dumas emanava il proclama d'unione della Dalmazia al Regno d'Italia dal titolo Dalmati! L'Imperatore Napoleone, re d'Italia, vostro Re, Vi rende la Vostra Patria.
Nel 1806, la Repubblica Ragusea soccombette alle truppe straniere (francesi) guidate dal generale Marmont (mantenendo ancora per due anni una relativa autonomia), lo stesso anno una forza russa cercò di contrastare i francesi prendendo le Bocche di Cattaro. I russi indussero i montenegrini a portar loro aiuto e questi procedettero a prendere le isole di Curzola e Brazza ma non fecero ulteriori progressi e si ritirarono nel 1807 rispettando il Trattato di Tilsit. Ragusa venne ufficialmente annessa al Regno napoleonico d' Italia nel 1808.
Nel frattempo anche gli inglesi erano riusciti ad occupare l'isola di Lissa e, mantenendola per alcuni anni, la utilizzarono come testa di ponte per contrastare la potenza militare e gli interessi economici francesi in Adriatico.
Nel 1809 la Dalmazia fu staccata da Napoleone dal suo Regno d'Italia ed inserita nelle Province Illiriche: da allora la Dalmazia rimase separata dall'Italia fino alla fine della prima guerra mondiale, con conseguente drastica diminuzione degli italiani (Bartoli scrisse che nel 1797 i Dalmati Italiani erano un terzo della popolazione della Dalmazia, mentre nel censimento austriaco del 1910 erano solo il 3%).
Nel 1809, la guerra scoppiò di nuovo tra l'Impero Francese e l'Impero austriaco (costituitosi a seguito del disfacimento del Sacro Romano Impero). Nell'estate, le forze austriache ripresero la Dalmazia, ma questa situazione durò solo fino al Trattato di Schönbrunn dell'autunno dello stesso anno.
Nel 1813 a seguito della disastrosa campagna di Russia, Napoleone fu sconfitto a Lipsia e costretto all'esilio nell'isola d'Elba. L'Impero austriaco rioccupò la Dalmazia con una rapida campagna militare.

### Dominio austriaco, 1815-1918

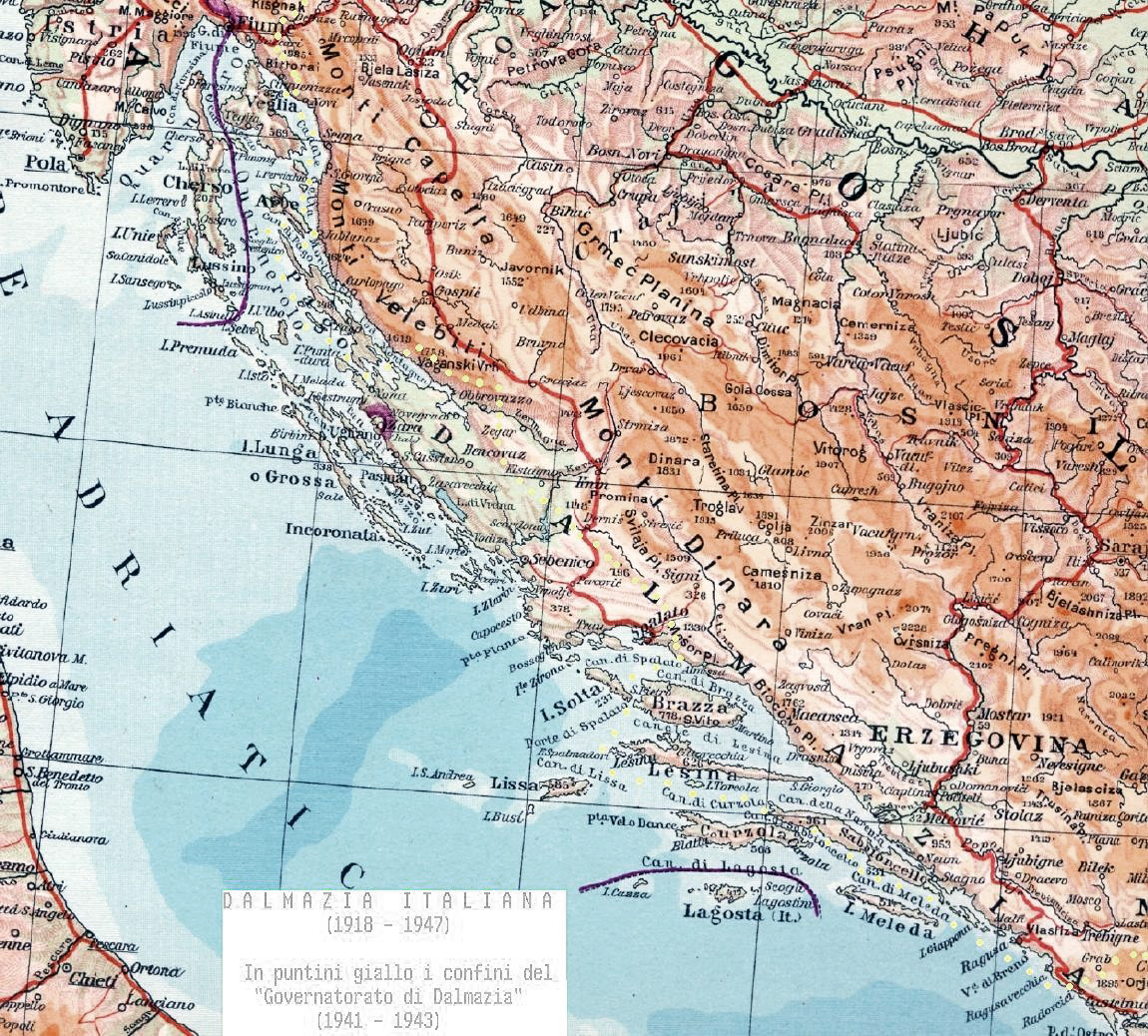
Dalmazia italiana.
In viola i confini del Regno d'Italia tra il 1918 ed il 1947, con le isole di Cherso e Lussino vicino all'Istria, la provincia di Zara al centro e le isole di Lagosta e Cazza a sud.
In giallo i confini del Governatorato di Dalmazia tra il 1941 ed il 1943, durante la seconda guerra mondiale.
Ingrandendo la mappa si possono leggere molti Toponimi italiani in Dalmazia.

Il ritorno definitivo della Dalmazia all'Austria fu sancito dal Trattato di Parigi del 30 maggio 1814. Poco dopo il Congresso di Vienna ridisegnò il nuovo ordine geopolitico europeo.
L'Impero austriaco costituì la Dalmazia in regno (o provincia) con capitale a Zara, a sua volta diviso in quattro circoli (Zara, Spalato, Ragusa e Cattaro).

#### L'età dei nazionalismi
Nell'Ottocento, come conseguenza del periodo napoleonico, si assistette al sorgere (se non alla creazione ex novo) delle coscienze nazionali di molti popoli europei (epoca del nazionalismo romantico).
In Italia cominciò il periodo del Risorgimento e anche nei Balcani cominciarono a nascere la coscienze nazionali, inizialmente per il diffondersi delle idee del movimento panslavista.
Nella prima metà dell'Ottocento, cominciò a diffondersi in Dalmazia il movimento illirico, al quale faceva capo il croato Ljudevit Gaj. Questo movimento aveva come scopo la creazione di un'unica cultura e coscienza politica degli Slavi del sud. Sebbene rimasto circoscritto alle aree croate, vi aderirono anche alcuni esponenti della comunità serba della Dalmazia. Dal movimento illirico del primo Ottocento, dopo il 1848 cominciò a formarsi il cosiddetto "movimento nazionale croato" che diede avvio in Dalmazia al "risorgimento popolare croato" (hrvatski narodni preporod) ed agli scontri con la dominante comunità dei Dalmati Italiani.
Fino a quel momento i Dalmati (sia italiani che slavi) avevano vissuto senza pregiudizi legati alla lingua parlata e ad inesistenti concetti di "nazionalità", la cui nascita portò alle prime tensioni fra gli italiani, concentrati nelle città costiere (in molte delle quali erano in maggioranza), e i croati che erano diventati dal Cinquecento il gruppo maggioritario nell'intera Dalmazia.

Come accadde in altre zone miste, le diverse etnie e linguaggi spesso si mescolarono e si sovrapposero fra loro, rendendo arbitraria l'attribuzione di una "nazionalità" che a volte fu il risultato di scelte personali e a volte il risultato della propaganda delle diverse potenze nazionali: i vari gruppi nazionali, infatti, si prodigarono per volgere a proprio favore le situazioni incerte, onde aumentare la propria consistenza numerica.
Come conseguenza della terza guerra d'indipendenza italiana, che portò all'annessione del Veneto al Regno d'Italia, l'amministrazione imperiale austriaca, per tutta la seconda metà del XIX secolo, aumentò le ingerenze sulla gestione politica del territorio per attenuare l'influenza del gruppo etnico italiano temendone le correnti irredentiste. Durante la riunione del consiglio dei ministri del 12 novembre 1866 l'imperatore Francesco Giuseppe I d'Austria tracciò un progetto di ampio respiro mirante alla germanizzazione o slavizzazione dell'aree dell'impero con presenza italiana:
(Francesco Giuseppe I d'Austria, consiglio della Corona del 12 novembre 1866.)

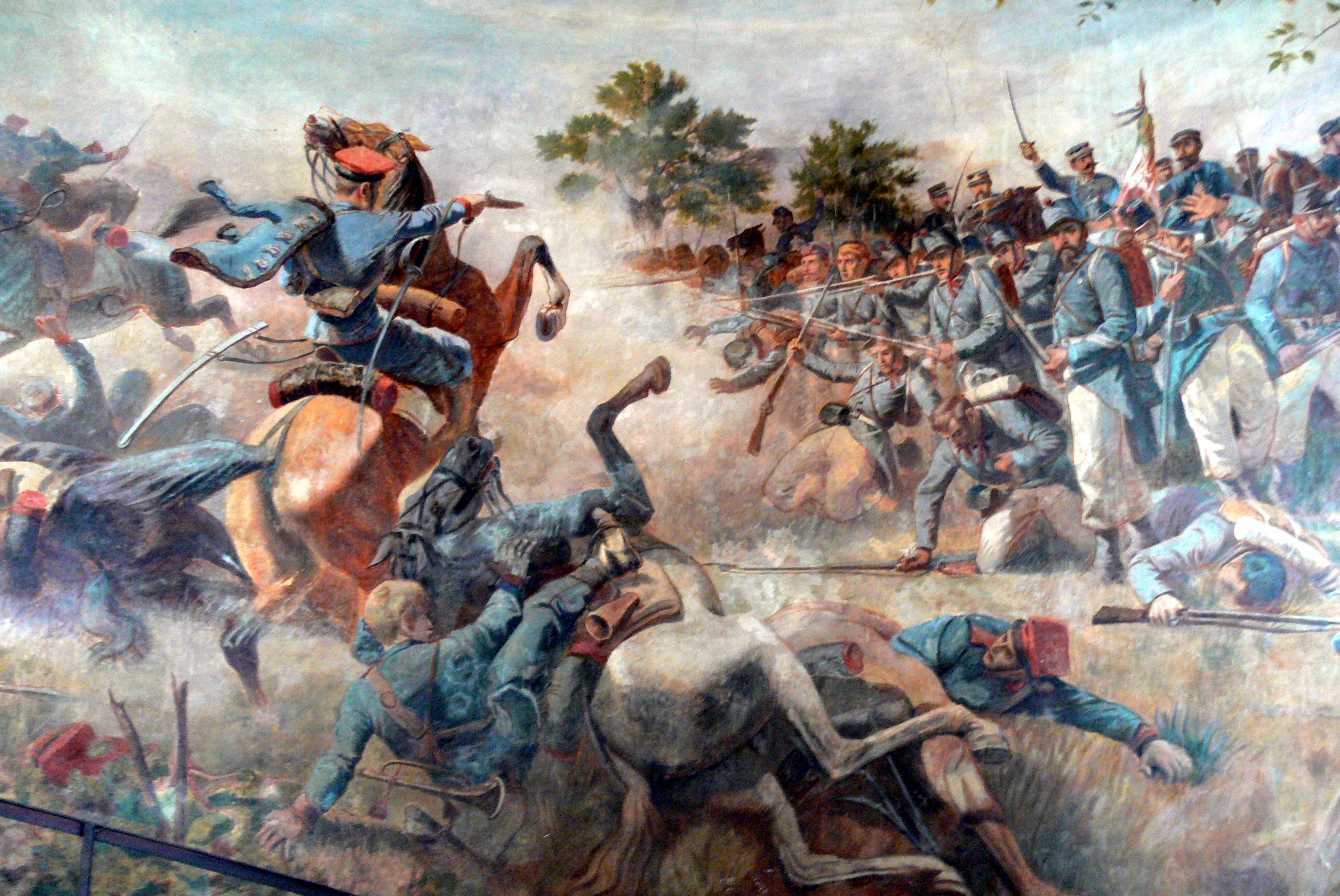
La fanteria italiana respinge un attacco della cavalleria austriaca durante la battaglia di Custoza durante la terza guerra d'indipendenza italiana, che portò all'annessione del Veneto all'Italia. Dopo di essa aumentarono le ingerenze sulla gestione politica del territorio dell'Impero austroungarico per attenuare l'influenza del gruppo etnico italiano

Sono interessanti in relazione all'ordine di Francesco Giuseppe “per la germanizzazione e la slavizzazione” ed alla politica filoslava del governo imperiale le considerazioni di Massimo Spinetti, ex ambasciatore italiano a Vienna, nel suo articolo “Costantino Nigra ambasciatore a Vienna (1885-1904)”. Spinetti sostiene fra l'altro che “tale politica contro la componente italiana trovò particolare applicazione in Dalmazia, specialmente dopo l'annuncio del matrimonio del Principe ereditario Vittorio Emanuele III con la principessa Elena di Montenegro”.
L'instaurazione del regime costituzionale nel 1860 portò a profondi cambiamenti in Dalmazia: da una parte la libertà di stampa e di associazione favorì il movimento nazionale croato che era stato fino ad allora frenato dalle autorità viennesi (sebbene esse lo usassero anche contro le aspirazioni irredentiste italiane, in conformità con la politica del "divide et impera"). Ancora più importante fu però l'instaurazione dell'autonomia politica della Dalmazia; con le riforme costituzionali del 1860, 1861 e 1867 le varie province dell'Impero austriaco conquistarono importanti, sebbene limitate, forme di autonomia; con queste riforme, la Dalmazia ricevette, per la prima e unica volta nella sua storia, un'autonomia politica estesa a tutto il suo territorio storico.
Le leggi elettorali austriache favorirono il suffragio universale (e con ciò le nazionalità più numerose), ragion per cui gli italiani persero, tra il 1860 e il 1885, l'egemonia politica in Dalmazia: solo la città di Zara rimase governata fino alla prima guerra mondiale da una giunta espressione del partito autonomista (negli anni identificato prevalentemente come il partito degli italiani).
Si trattava di un processo parallelo a quello di altre province austriache, ad esempio la Carniola e la Boemia, dove le maggioranze slave riuscirono a conquistare le istituzioni dell'autonomia provinciale. In Dalmazia, però, questo processo fu ulteriormente traumatico per la comunità italiana, in quanto essa non poteva contare, a differenza dei tedeschi della Boemia e della Carniola, su un sostegno politico da parte del governo centrale di Vienna. I governi centrali, che dovevano frequentemente sostenersi su partiti croati della Dalmazia e sui loro alleati sloveni e cechi, erano pronti a fare delle concessioni agli slavi in Dalmazia che non concessero mai agli sloveni in Carniola o ai cechi in Boemia. Così le scuole medie, che dipendevano, a differenza di quelle elementari, dal governo centrale, furono progressivamente croatizzate. Lo stesso successe con le scuole elementari nei comuni governati da maggioranze slave. La lingua italiana perse così il suo status storico, mantenendo però il suo prestigio quale "lingua culturale" (ricordiamo che persino Frano Supilo, uno dei maggiori esponenti del movimento nazionale croato, dichiarava di "pensare in italiano, pur essendo croato"). La consistenza della comunità italiana nelle città costiere cominciò a diminuire progressivamente, con l'unica eccezione della già citata Zara.
Lo storico Matteo Bartoli nel suo libro "Le parlate italiane della Venezia Giulia e della Dalmazia" scrisse che:

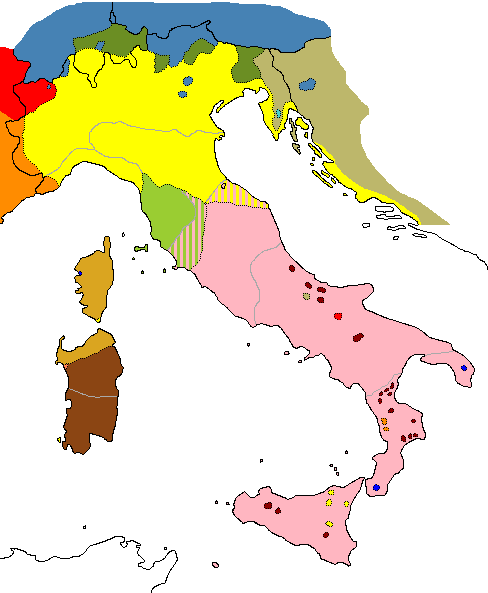
Diffusione della lingua e dei dialetti italiani prima della seconda guerra mondiale (Clemente Merlo, Lingue e dialetti d'Italia, Milano 1937, p. 4)

Inoltre dal 1866 al 1914 - ad eccezione di Zara - vennero chiuse le scuole italiane e aperte quelle croate. Il tracollo della componente italiana in Dalmazia è dovuto soprattutto a questo fatto, non avendo più essi libertà di espressione culturale. La trasformazione delle scuole italiane in croate fu accompagnata da numerose proteste, persino nella remota Tenin in cui numerose famiglie chiedevano il mantenimento della lingua italiana. A Lissa una petizione fu portata addirittura all'imperatore. Fu così fondata negli anni novanta la Lega Nazionale, la cui sezione dalmata gestiva a proprie spese scuole private italiane. Esse erano presenti a: Cattaro, Ragusa, Curzola, Cittavecchia di Lesina, Spalato, Imoschi, Traù, Sebenico, Scardona, Tenin, Ceraria, Borgo Erizzo, Zara ed Arbe (oltre a Veglia, Cherso, Unie e Lussino).
Tutto questo avveniva in un clima di continue vessazioni da parte degli slavi che a mano a mano conquistavano il potere. Antonio Baiamonti fu podestà di Spalato prima che essa cadde nelle mani dell'amministrazione croata. Egli spese tutta la vita e le proprie sostanze per la sua città, sostanze che mai vennero rimborsate dagli austriaci nonostante le ripetute promesse. Morirà a 69 anni indebitato fino al collo. Diceva spesso: "A noi italiani di Dalmazia non resta che un solo diritto: quello di soffrire!. [...]»
La politica di collaborazione con i serbi locali, inaugurata dallo zaratino Ghiglianovich e dal raguseo Giovanni Avoscani, permise poi agli italiani la conquista dell'amministrazione comunale di Ragusa nel 1899. Nel 1909 la lingua italiana venne vietata però in tutti gli edifici pubblici e gli italiani furono estromessi dalle amministrazioni comunali. Queste ingerenze, insieme ad altre azioni di favoreggiamento al gruppo etnico slavo ritenuto dall'impero più fedele alla corona, esasperarono la situazione andando ad alimentare le correnti più estremiste e rivoluzionarie.
I contrasti politici e nazionali determinarono un'atmosfera di tensione, che si tradusse in episodici atti di violenza, quali aggressioni di persone e devastazioni od incendi d'edifici.

#### La prima guerra mondiale
Dopo la guerra, in base al Patto di Londra con cui aveva negoziato la propria entrata in guerra, l'Italia avrebbe dovuto ottenere la Dalmazia settentrionale incluse le città di Zara, Sebenico e Tenin. Tuttavia, in base al principio della nazionalità propugnato dal presidente statunitense Woodrow Wilson, la Dalmazia venne annessa al neocostituito Regno dei Serbi, dei Croati e degli Sloveni, con l'eccezione di Zara (a maggioranza italiana) e dell'isola di Lagosta, che con altre isole (Cherso e Lussino) vennero annesse all'Italia.

### Il secolo breve, 1918-1991

#### La Dalmazia fra le due guerre

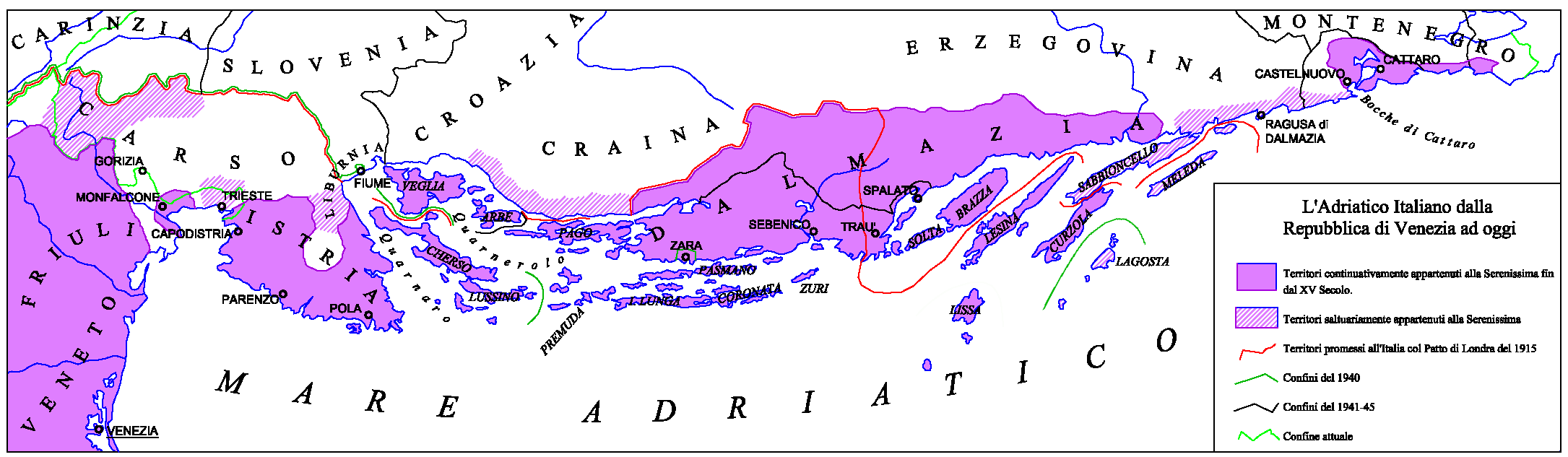
Cartina della Dalmazia e della Venezia Giulia coi confini previsti dal Patto di Londra (linea rossa) e quelli invece effettivamente ottenuti dall'Italia (linea verde). In fucsia sono invece indicati gli antichi domini della Repubblica di Venezia

Dopo il 1918 molti italiani dalla Dalmazia emigrarono in Italia, specialmente a Zara, unica città dalmata annessa all'Italia. Tra il 1918 e il 1921 la comunità italiana della Dalmazia subì rappresaglie, ma in seguito alle convenzioni di Nettuno stipulate tra l'Italia e il Regno dei Serbi, Croati e Sloveni godette di protezioni come minoranza linguistica, anche se rimasero spesso sulla carta.
Diego De Castro, nel suo "Appunti sul problema della Dalmazia" scrisse che:
Negli anni venti la Dalmazia iugoslava diventò teatro di scontri tra il movimento autonomista croato, connesso alla figura di Stjepan Radić, e le forze centraliste legate alla politica serba dei governi di Belgrado (ORJUNA).
Al contrario, nella Dalmazia italiana si ebbe un notevole sviluppo economico favorito dagli aiuti economici con matrice politico-propagandistica voluti dal Fascismo.
Nel 1939, alla Croazia fu concessa un'ampia autonomia politica; l'intera Dalmazia iugoslava (salvo le bocche di Cattaro) fu unita alla Banovina della Croazia con sede a Zagabria. Questa entità politica ebbe però corta vita, a causa della conquista della Iugoslavia da parte dell'Italia e della Germania nell'aprile 1941.

#### La seconda guerra mondiale
Aree assegnate all'Italia: l'area costituente la provincia di Lubiana, l'area accorpata alla provincia di Fiume e le aree costituenti il Governatorato di Dalmazia
     Stato Indipendente di Croazia
     Area occupate dalla Germania nazista
     Aree occupate dal Regno d'Ungheria

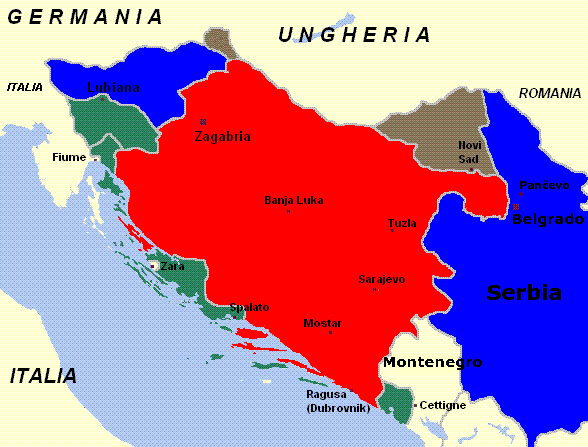
Divisione della Jugoslavia dopo la sua invasione da parte delle Potenze dell'Asse.
Aree assegnate all'Italia: l'area costituente la provincia di Lubiana, l'area accorpata alla provincia di Fiume e le aree costituenti il Governatorato di Dalmazia
Stato Indipendente di Croazia
Area occupate dalla Germania nazista
Aree occupate dal Regno d'Ungheria

Nell'aprile del 1941, il Regno di Jugoslavia, fu occupato dalle potenze dell'Asse. Viene istituito il Commissariato Civile della Dalmazia (Mussolini incarica Commissario Civile Athos Bartolucci). Quasi tutta la parte costiera della Dalmazia settentrionale (con tutti i principali centri urbani, come Spalato e Sebenico) fu annessa al Regno d'Italia, mentre il resto venne annesso al neocostituito Stato indipendente di Croazia, dominato dagli ustascia di Ante Pavelić. Quest'ultimo offrì il trono del giovane stato a un membro della Casa Savoia, Aimone, il quale, pur senza rifiutarlo, non ne prese mai possesso.
Mussolini creò il Governatorato di Dalmazia, che includeva:
- la provincia di Zara che comprendeva il comune di Zara e il suo entroterra ingrandito con Tenin, più le isole dalmate davanti a Zara che passarono sotto sovranità italiana.
- la provincia di Spalato (1941-1943), che comprendeva le città di Spalato, Traù e Sebenico con il loro entroterra, più le isole della Solta (meno dunque la Brazza) e le altre Lissa, Curzola, Lagosta, Cazza, Pelagosa (queste ultime tre scorporate alla Provincia di Zara alla quale appartenevano dal 1920) e Meleda.
- la provincia di Cattaro (1941-1943), che comprendeva i centri di Cattaro, Perasto, Castelnuovo con un piccolo entroterra (circa 600 km²), seguendo grosso modo i vecchi limiti veneziani ed austriaci, più l'isola di Saseno, di fronte alle coste dell'Albania vicino a Valona, quest'ultima scorporata dalla Provincia di Zara di cui faceva parte dal 1920.

Le isole di Veglia ed Arbe passarono alla provincia di Fiume. Ad Arbe, in località Campora viene allestito dalle autorità militari italiane, nel luglio 1942, un campo di concentramento ove trovavano la morte più di mille civili slavi rastrellati nella zona d'occupazione italiana.
Già dalla fine del 1941, nella Dalmazia (italiana e croata) si innescò una spaventosa e crudele guerra civile, che raggiunse livelli di massacro nell'estate 1942. Contro le atrocità commesse dal regime ustascia, tanto contro i serbi e gli ebrei che contro gli oppositori (o presunti oppositori) croati, si sollevò sia la resistenza partigiana a guida di Tito, plurietnica e comunista, sia varie fazioni nazionalistiche e monarchiche serbe (i cetnici). A loro volta i Titini ed i cetnici perpetrarono crimini contro la popolazione civile croata che appoggiava i fascisti croati di Ante Pavelić.
Numerosi crimini di guerra furono commessi da tutte le parti in causa, dai tedeschi ai partigiani comunisti.

Mappa del Governatorato italiano della Dalmazia (1941-1943), con segnate la provincia di Zara (in verde), la provincia di Spalato (in arancio) e la provincia di Cattaro (in rosso scarlatto)

A causa dell'annessione della Dalmazia costiera all'Italia, cominciarono a crescere le tensioni tra il regime ustascia e le forze d'occupazione italiane; venne perciò a formarsi, a partire dal 1942, un'alleanza tattica tra le forze italiane e i vari gruppi cetnici. Gli italiani incorporarono i cetnici nella Milizia volontaria anticomunista (MVAC) per combattere la resistenza titoista, provocando fortissime tensioni con il regime ustascia. Lo stesso Mussolini propose di annettere al Regno d'Italia nell'estate 1942 la zona italiana della Croazia (che si trovava tra il Governatorato di Dalmazia e la zona tedesca della Croazia), allo scopo di allontanare gli Ustascia dalle aree italiane e calmare anche i feroci scontri e massacri tra croati, serbi e musulmani.
Nel settembre del 1943, con la capitolazione dell'Italia, la parte italiana della Dalmazia - ad esclusione di Zara - venne occupata dall'esercito tedesco ed annessa allo Stato Indipendente di Croazia.
Nella seconda metà del 1944, i partigiani comunisti di Josip Broz Tito, riforniti dagli alleati, liberarono dai nazisti tutta la regione. L'isola dalmata di Lissa divenne il quartier generale di Tito, mentre gli abitanti delle città dalmate furono soggetti alla repressione da parte della polizia segreta comunista che colpì ogni sorta di oppositori (e presunti oppositori) al nuovo regime comunista. Una delle principali vittime fu la comunità italiana: a partire dal 1943 cominciò l'esodo degli italiani della Dalmazia che si protrasse per parecchi anni e fu pressoché totale.
A partire dall'autunno 1943, Zara viene bombardata per ben 54 volte dagli Alleati su indicazioni di Tito. La città fu rasa al suolo, venendo chiamata la Dresda italiana. Nel 1944 Zara fu occupata dai partigiani di Tito (che vi massacrarono molti civili e militari italiani) e successivamente annessa alla Jugoslavia. L'esodo dalla città fu pressoché totale, cancellando quasi totalmente il plurisecolare carattere italiano della città. I circa 20.000 italiani della città (che erano più del 90% della popolazione) furono ridotti nel 1947 a meno di un migliaio.
L'ultimo colpo alla presenza italiana avvenne nell'ottobre del 1953, quando le scuole italiane furono chiuse e gli allievi trasferiti, da un giorno per l'altro, nelle scuole croate. Si completò così quello che alcuni storici (come il francese Michel Roux) qualificarono come la pulizia etnica degli Italiani in Dalmazia, usando metodi simili a quelli del Manuale Cubrilovic contro gli Albanesi della Iugoslavia.

#### La Repubblica Socialista di Jugoslavia
Dopo la guerra venne costituita la Repubblica Socialista Federale di Jugoslavia. Quasi tutto il territorio della Dalmazia storica andò alla Repubblica Socialista di Croazia, le Bocche di Cattaro furono unite al Montenegro e la città di Neum venne unità alla Repubblica Socialista di Bosnia ed Erzegovina.

### La fine della Jugoslavia (1991)

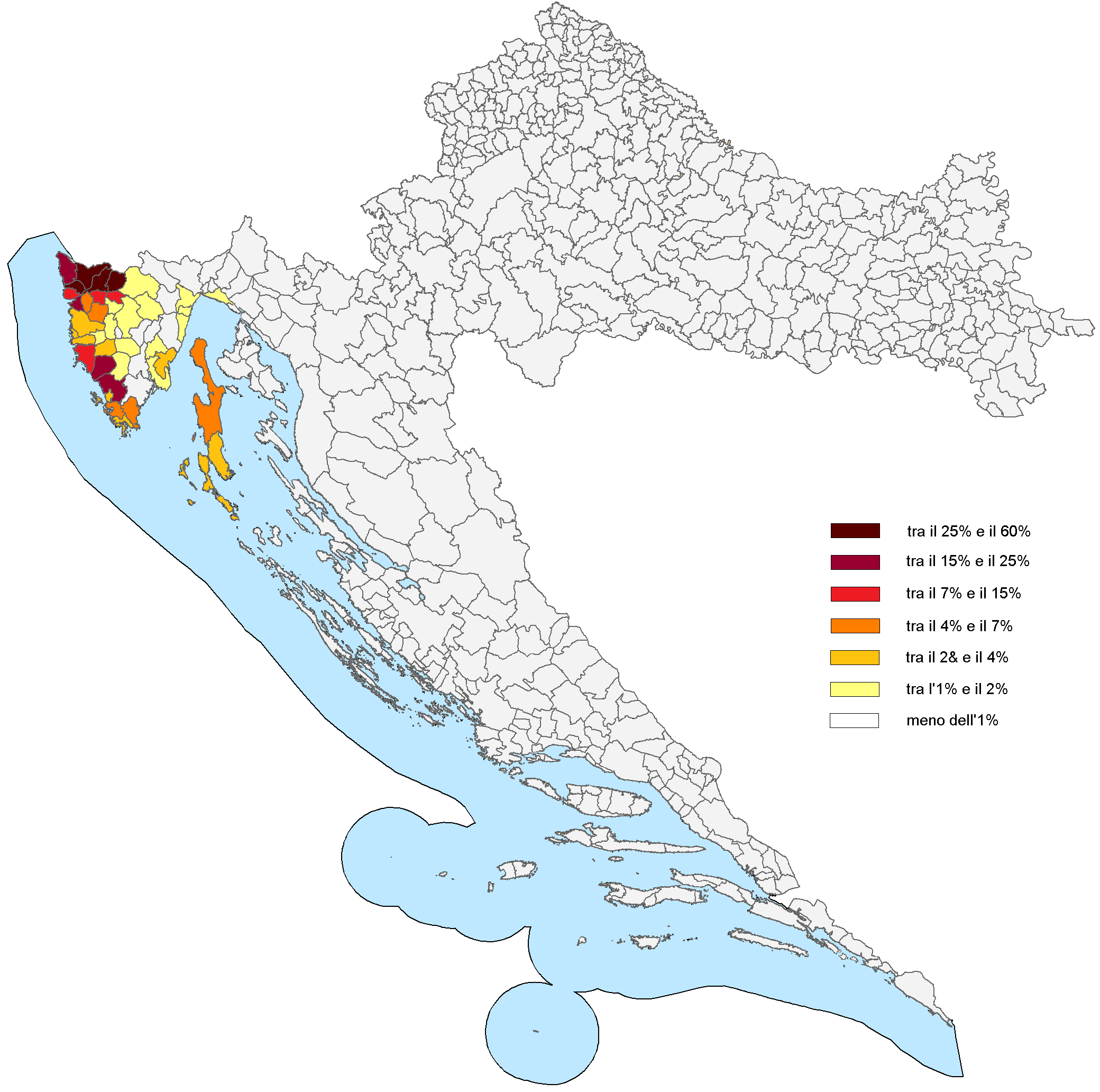
Mappa della Croazia del 2011 indicante i residenti di madrelingua italiana per città e comuni, registrati al censimento ufficiale croato

Nel 1991, dopo la dichiarazione d'indipendenza di Slovenia e Croazia, la Jugoslavia si disintegrò. I serbi della Dalmazia del nord, con l'aiuto della Serbia, dichiararono a loro volta l'indipendenza, proclamando la Repubblica Serba della Krajina.
Contemporaneamente l'esercito federale jugoslavo (JNA) e le forze paramilitari dei serbi di Croazia e della Bosnia, iniziarono una campagna militare contro la Croazia, che a quel tempo, era carente di armamenti adeguati.
Ne seguì una guerra in cui gli aggressori serbo-montenegrini e i ribelli della Krajina commisero vari crimini contro i civili, al fine di eliminare la popolazione croata dalla regione. In questo periodo venne anche abbattuto un elicottero di osservatori dell'Unione Europea, con l'uccisione dell'equipaggio italiano.
Si ricordano i massacri compiuti contro le popolazioni dei villaggi di Škabrnja, Nadin. Le aree di Ravni kotari, Drniška krajina, Cetinska krajina di nord, Bukovica, Kninska krajina vennero ripulite dalla popolazione croata; decine di migliaia di croati furono costretti all'esilio.
Per questi crimini di guerra, furono condannati i leader serbi, Milan Babić e Milan Martić.
Nello stesso periodo vennero anche bombardate Zara, Sebenico, Ragusa e molte altre città e villaggi dalmati.
Le sorti del conflitto cambiarono repentinamente quando l'esercitò croato - enormemente rafforzatosi negli anni - scatenò contro la Repubblica Serba della Krajina la cosiddetta Operazione Oluja (Tempesta): in pochi giorni le forze serbe vennero spazzate via e si rividero le tristi scene di esodo di intere popolazioni: centinaia di migliaia di serbi vennero costretti a lasciare la propria terra. Anche in questo caso vi furono dei crimini di guerra, dei quali questa volta fu responsabile l'esercito croato. Già nel 1991 - all'inizio delle guerre jugoslave - oltre 100 civili serbi erano stati massacrati nel villaggio di Gospić, nella regione della Lika, e per questo massacro il 24 marzo del 2003 il tribunale di Fiume condannò a 12 anni di prigione Mirko Norac - comandante della 118ª Brigata dell'Esercito Croato - a 15 anni Tihomir Orešković - Segretario dell'Unità di Crisi per la Lika - a 10 anni Stjepan Grandić, ufficiale dell'esercito croato. All'epoca dell'arresto di Norac (2001) vi furono vaste reazioni negative nel paese, ripetute - sia pure con molto minore intensità - dopo la condanna. Per i crimini durante Oluja attualmente sono sotto processo di fronte al Tribunale Internazionale per la ex Jugoslavia delle Nazioni Unite il generale croato Ante Gotovina, ritenuto da molti croati un vero e proprio eroe, l'ex assistente del ministro della difesa croato nonché comandante della guarnigione di Knin/Tenin Ivan Čermak, il comandante della polizia speciale del ministero degli interni della Croazia, assistente del ministro degli interni e tenente colonnello dell'esercito croato Mladen Markač.
Oggi la Dalmazia è di nuovo in pace, anche se resta aperto il problema del ritorno dei serbi nelle loro terre e non sempre risulta facile il rapporto fra croati e serbi, ridotti a minoranza anche nelle zone storiche del loro insediamento.
La storia della presenza italofona in Dalmazia è invece spesso stravolta, nel segno di un tentativo di croatizzare tutto il passato della regione.